# Bonifatiusfenster

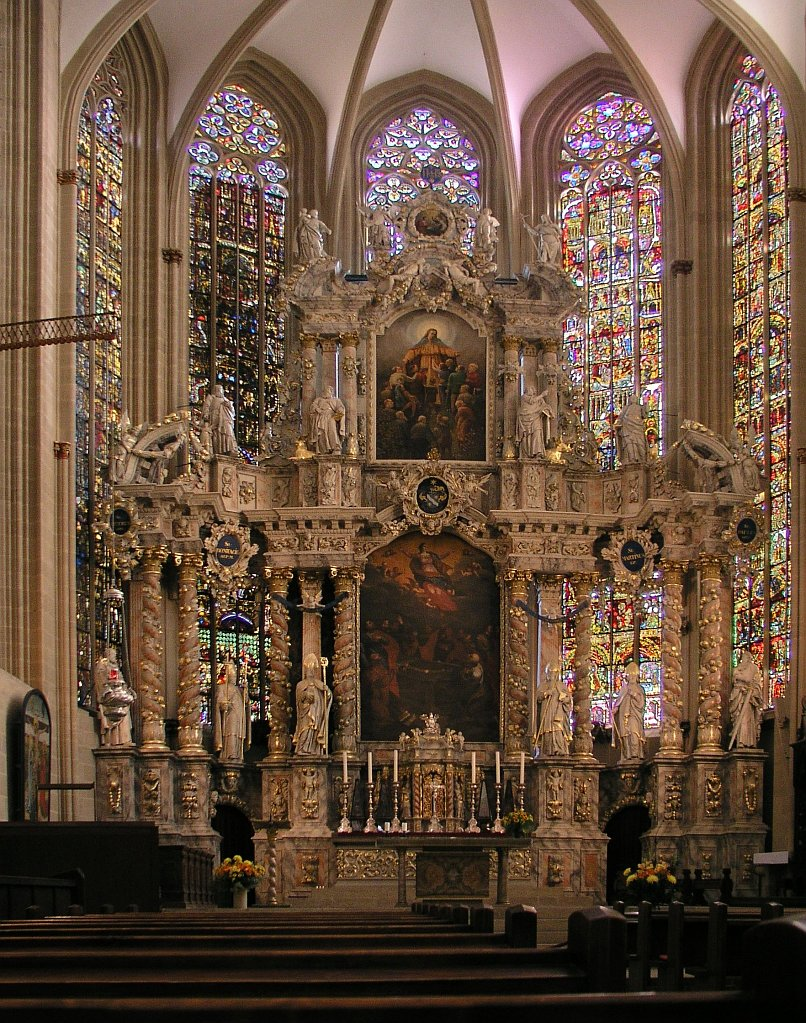
Der Chor des Erfurter Doms

Das Bonifatiusfenster gehört zu den fünfzehn Chorfenstern im Erfurter Dom und ist Bestandteil der sogenannten großfigurigen Gruppe. Datiert wird es auf 1410, wobei bereits in den Jahren nach 1416 nach einem Brand Restaurierungsarbeiten erfolgten. Das Fenster befindet sich in der Nordhälfte des Chors.

## Maße und Aufteilung
Das Fenster setzt sich aus 4 Bahnen und 22 Zeilen zusammen. Insgesamt besteht das Bonifatiusfenster somit aus 88 einzelnen Feldern. Die Abmessungen betragen in der Höhe 18,25 m und in der Breite 1,93 m.

## Technik und Farben
Die modellierende Bemalung erfolgte mit Wasserton und an den Konturen mit Schwarzlot. Die Malfläche bildet ein weiches, alkalihaltiges Glas mit einem niedrigen Schmelzpunkt, wie es bis ins 15. Jh. Verwendung fand. Die vorherrschenden Farben des Bonifatiusfensters sind Rot, Grün und Gelb.

## Beschreibung
Auf dem Fenster sind insgesamt sechs Szenen aus dem Leben des heiligen Bonifatius dargestellt. Sie umfassen die Jahre 716 bis zu seinem Tode Mitte der 750er Jahre in chronologischer Reihenfolge und beziehen sich auf seine Missionstätigkeit in Thüringen, Hessen und Friesland. Die Darstellung beginnt am unteren Ende des Fensters. Die Erfurter Bildfolge ist wahrscheinlich eine eigenständige Schöpfung der betreffenden Glasmalereiwerkstatt und kunstgeschichtlich ohne Vorbild.

### Die einzelnen Bilder
1. Das erste Bild zeigt die Ankunft des Bonifatius in Friesland per Schiff. Am rechten Bildrand stehen Friesen, die Bonifatius in Empfang zu nehmen scheinen.
2. Das zweite Bild zeigt die Bischofsweihe des Bonifatius durch Papst Gregor II. Dieser überreicht Bonifatius eine Schriftrolle mit Siegel. Links vom Papst stehen Kardinäle, auf der rechten Seite Bischöfe und weitere Begleiter.
3. Auf dem dritten Bild ist das sogenannte Fischwunder zu sehen. Eine Taube bringt Bonifatius und seinen Begleitern, darunter Adolar und Eoban, einen Fisch dar. Bonifatius, Adolar und Eoban befinden sich auf der rechten Bildhälfte.
4. Das vierte Bild zeigt nur Architektur und keine Menschen.
5. Das fünfte Bild zeigt die Inthronisation des Bonifatius auf seiner dritten Romreise durch Papst Gregor III. Es ist zu sehen, wie Bischöfe dem Bonifatius die erzbischöfliche Mitra aufsetzen, ihm das Pallium umhängen und den Kreuzstab überreichen.
6. Auf dem sechsten Bild ist die Weihe eines Doms, wahrscheinlich des Erfurter Doms, durch Bonifatius dargestellt. Anders als die vorherigen Bilder, die jeweils zwei Register haben, erstreckt sich dieses Bild über fünf Register. Die unteren zwei zeigen Bonifatius, dem Adolar die Mitra abnimmt. Dahinter sind Begleiter und Zuschauer zu sehen. Auf den drei folgenden Registern ist Architektur dargestellt.
7. Das siebte Bild zeigt die Ermordung des Bonifatius durch die Friesen. Links von Bonifatius befinden sich seine Begleiter Adolar und Eoban sowie ein dritter Bischof. Auf der rechten Seite befindet sich die teilweise berittene Schar der Friesen.
8. Das achte Bild zeigt die  Bestattung des Bonifatius und seiner Begleiter. Innerhalb einer dreischiffigen Halle ruhen sie in Sarkophagen und werden mit Weihwasser besprengt. Hinter ihnen stehen Könige und Bischöfe. Über der Halle befindet sich ein turmartiger Architekturaufbau, der bis in die Kleeblattbogenfelder reicht.

Die oberste Zeile des Bonifatiusfensters zeigt einen Mittelkreis, um den sich rundbogige drei- und spitzbogige Vierpässe gruppieren. Diese enthalten Blattornamente.

## Erhaltung
Trotz aller Widrigkeiten im Laufe der Jahrhunderte bewahrte das Fenster seinen mittelalterlichen Scheibenbestand zu 84 %. Der Rest wurde in den Jahren 1909–1911 durch die Werkstatt Linnemann ergänzt. An den Originalteilen fallen Partien mit einem graugrünen Verwitterungsbeschlag auf. In den oberen Teilen zeigen einige Stellen eine mehlige, gelblich-weiße Zersetzung.